# Фратровці
45°26′ пн. ш. 15°14′ сх. д. / 45.43° пн. ш. 15.23° сх. д.
Фратровці (хорв. Fratrovci) — населений пункт у Хорватії, в Карловацькій жупанії у складі громади Босилєво.

## Населення
Населення за даними перепису 2011 року становило 31 осіб.
Динаміка чисельності населення поселення: